# بريك أند ليس
بريك أند ليس (بالإنجليزية: Brick & Lace)‏ وهن ثنائي بنتين مغنتين جمايكيتين في آر أند بي وهيب هوب مكونة من نياندا ثوربرون و نالياه نوربورن بدئتا في الغناء في سنة 2004 ولهن أغنية مع إيكون.

## روابط خارجية
- بريك أند ليس على موقع IMDb (الإنجليزية)
- بريك أند ليس على موقع ميوزك برينز (الإنجليزية)
- بريك أند ليس على موقع ديسكوغز (الإنجليزية)